# 조던 프라이
조던 프라이(Jordan Fry, 1993년 6월 7일 ~ )는 미국의 배우이다.

## 출연 작품
- 로빈슨 가족 (2007)
- 레이징 플래그 (2006)
- 찰리와 초콜릿 공장 (2005)